# Oswald Achenbach

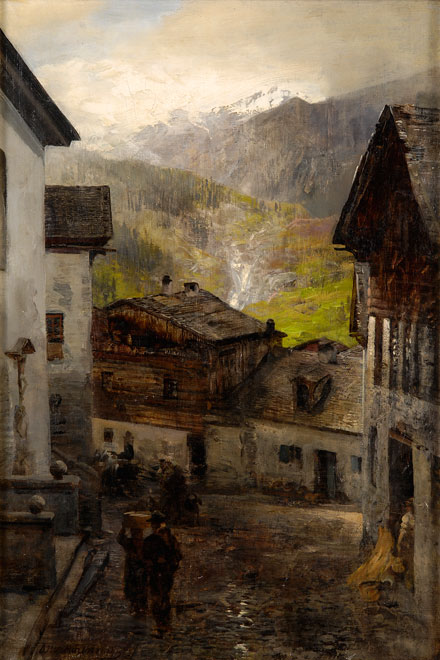
Falu a Rigi hegység lábánál

Oswald Achenbach, (Düsseldorf, 1827. február 2. – Düsseldorf, 1905. február 1.) német tájképfestő, Andreas Achenbach festő öccse. A düsseldorfi akadémia tanáraként dolgozott 1872-ig.

## Élete
Tíz gyermekes családban született. Apja sörfőzdét, éttermet és ecetgyárat üzemeltetett, és útikönyveket írt. 1829-ben Münchenbe költöztek, és nyáron kirándultak a Bajor-Alpokban, Ausztriában, átkeltek a Szent Gotthárd- és Nagy Szent Bernát-hágón. Az apa úti beszámolókat írt, Oswald pedig később festményein örökítette meg a tájakat. 1830-ban visszatértek Düsseldorfba, Oswald a nagyszülőkhöz került.
1835 novemberében beiratták 8 évesen a düsseldorfi festőiskola első osztályába. Az apa vállalkozásai tönkrementek, Oswald szegénységet bizonyító igazolást kapott. 1840-ben apjával ismét utazott, Genf, Thun, és a Montblanc volt az úticél. 1841-ben befejezte tanulmányait a festőiskolában. 
1843 augusztusában tanulmányútra indult Felső-Bajorországba, Kufsteinbe, Innsbruckba és Salzburgba. Számtalan rajzot készített a természetben, melyeket a legkorábbi, ismert festményeinek témájául választott.
Az első itáliai útját festő barátjával, Albert Flamm-mal tette 1845 nyarán. Jártak Bolzanóban, Nago–Torboléban, Comóban, Veronában, Vicenzában, Padovában és Velencében. Élete során hét itáliai tanulmányutat tett.
A festés mellett színházi rendezőként, színészként és díszlettervezőként is bemutatkozott. 
1850-ben egy düsseldorfi új galériában állította ki, és értékesítette képeit. A Morning és Evening festményeit Albert herceg vásárolta meg feleségének, Viktóriának, 220 fontért. 
1862-ben műtermet kapott a Düsseldorfi Akadémián, és tanársegédként működött Hans Gude mellett. 1872-ben visszavonult az akadémiáról, és csak a festéssel foglalkozott.

## Főbb művei
- A Villa d'Este Tivoli mellett;
- Torre del Greco a Vezuv lábánál;
- Holdvilágos éj a nápolyi parton;
- Piac Amalfiban (Berlin, nemzeti képtár);
- Santa Lucia;
- a Colosseum;
- az Angyalvár.